# 思茅藤属
思茅藤属（学名：Epigynum）是夹竹桃科下的一个属，为攀援灌木植物。该属共有约14种，分布于缅甸和马来西亚。